# Коул и Дилън Спраус
Коул и Дилън Спраус (на английски: Dylan and Cole Sprouse) са американски актьори — близнаци, станали известни с участието си в сериала на Дисни "The Suite Life of Zack & Cody" и продължението му "The Suite Life on Deck". Родени са на 4 август 1992 г. в Арецо, Италия. Когато са на 4 месеца, родителите им решават да се преместят в Калифорния. Актьорската им кариера завършва през 2011 година, когато решават, че искат да се занимават с нещо друго.

## Филмография
- 1999 Big Daddy — Julian McGrath — играе се от двамата (Columbia Pictures)
- 2001 I Saw Mommy Kissi
- 2005–2008 Лудориите на Зак и Коди;— Дилън — Zack Martin, Кол -Cody Martin (Disney Channel)
- 2007 A Modern Twain Story: The Prince and the Pauper — Дилън — Tom Canty, Кол — Eddie Tudor (Sony Pictures Home Entertainment)
- 2009 Корабните приключения на Зак и Коди;— Дилън — Zack Martin, Кол — Cody Martin (Disney Channel)

През 2001 г. двамата близнаци играят в епизоди на „Приятели" в ролята на Бен, синът на Рос Гелар.
През 2017 година Коул Спроус играе в сериала 'Ривърдейл' като Джъгхед Джоунс
През 2019 година Коул Спраус участва в романтичния филм На пет стъпки от теб.